# Serres (Linguadoca-Rossiglione)
Serres (in occitano Sèrras) è un comune francese di 52 abitanti situato nel dipartimento dell'Aude, nella regione dell'Occitania.

## Società

### Evoluzione demografica
Abitanti censiti